# U.S. Highway 93
Der U.S. Highway 93 ist eine wichtige Nord-Süd-Verbindung im Westen der Vereinigten Staaten. Er beginnt am U.S. Highway 60 in Wickenburg, einer kleinen Stadt, ungefähr 90 km von Phoenix entfernt, und endet am British Columbia Highway 93 an der kanadischen Grenze.
Zwischen West Wendover und Ely gehört der Highway zum Lincoln Highway, dem ersten Highway, der Amerika durchquerte.
Beim Hoover Dam in der Nähe von Las Vegas überquert die Straße seit 2010 auf dem Hoover Dam Bypass den Colorado River.

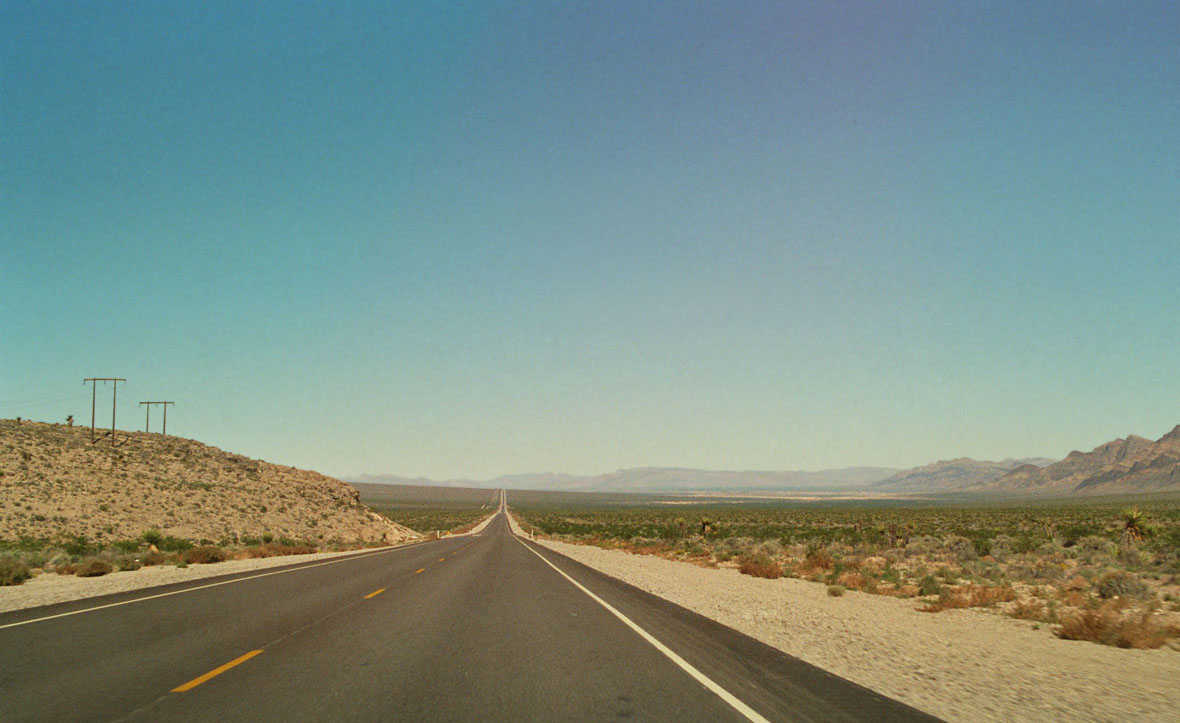
US 93 bei Alamo
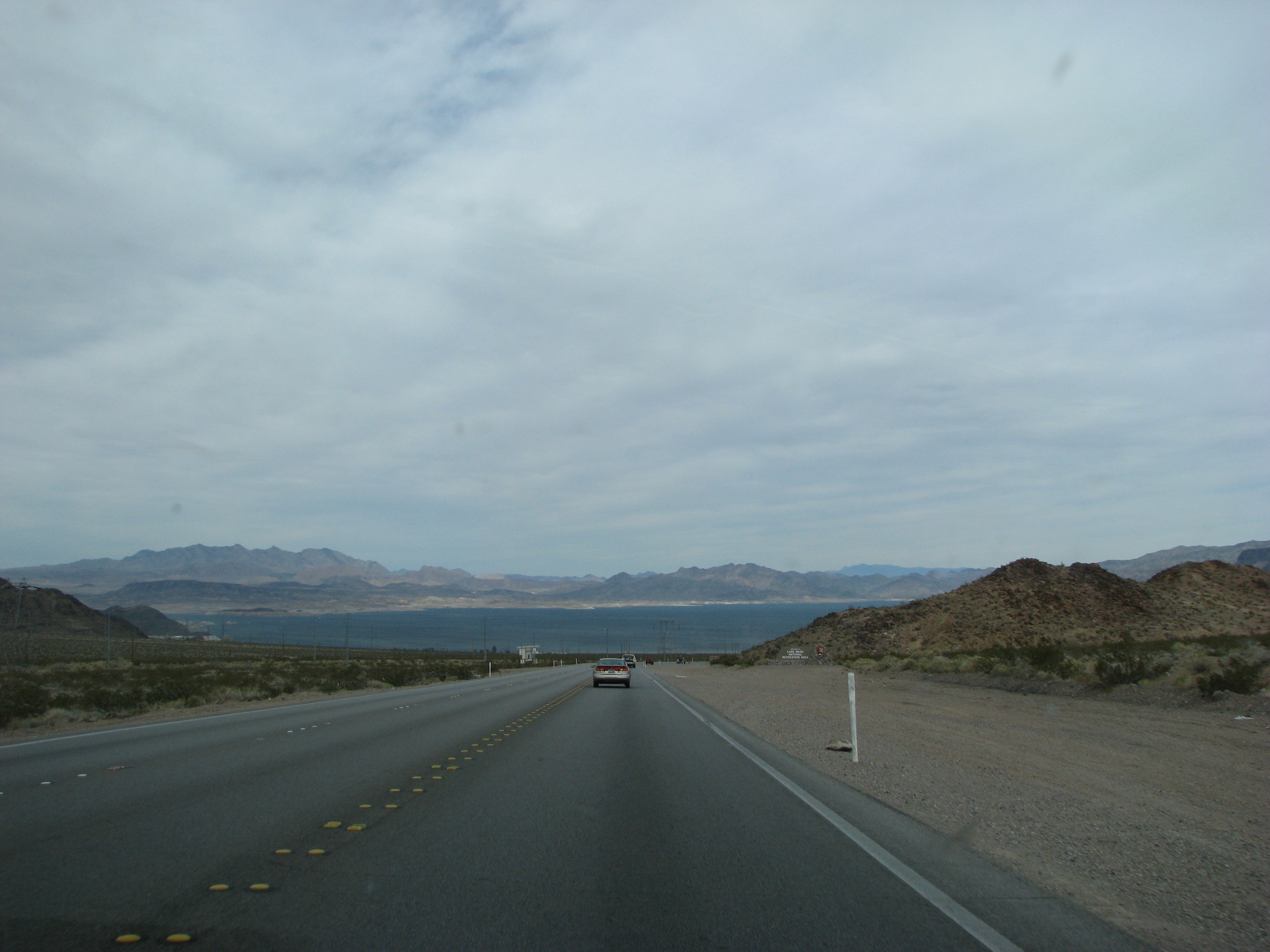
Zwischen Boulder City und dem Hoover Dam
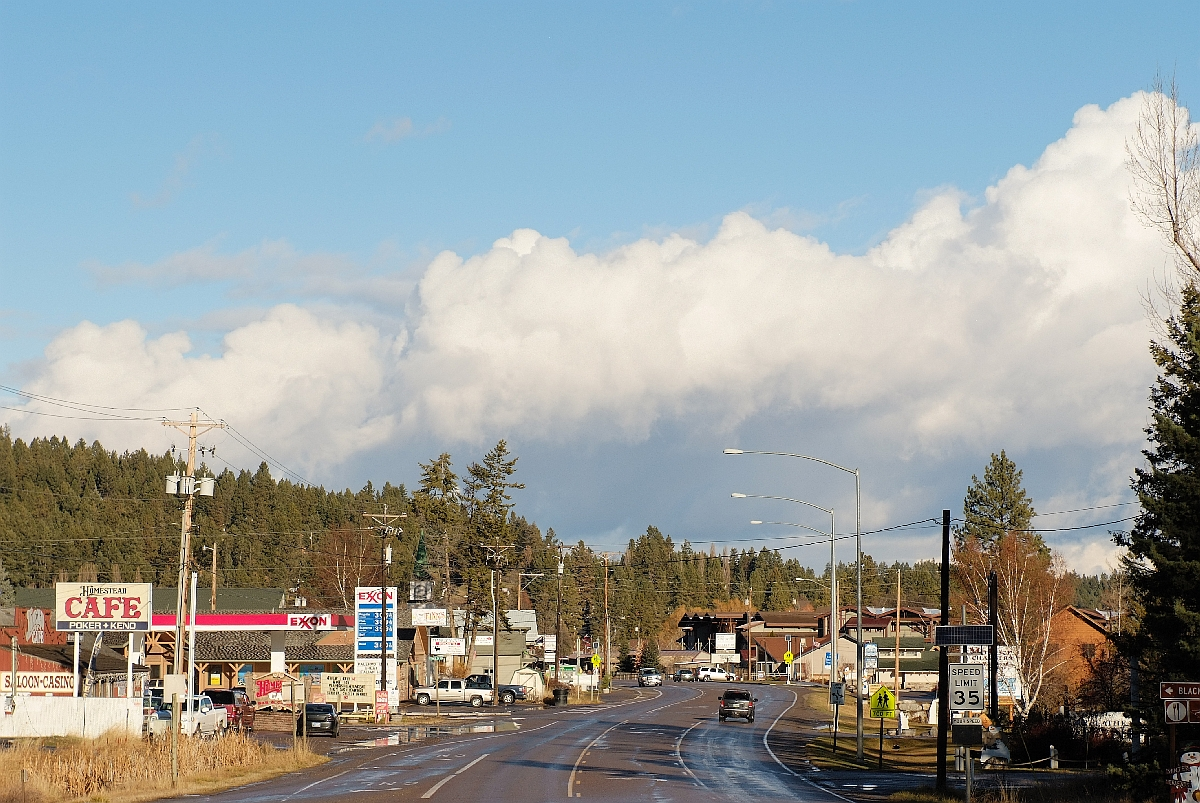
US 93 in Lakeside (Montana)